# 特朗普鸡

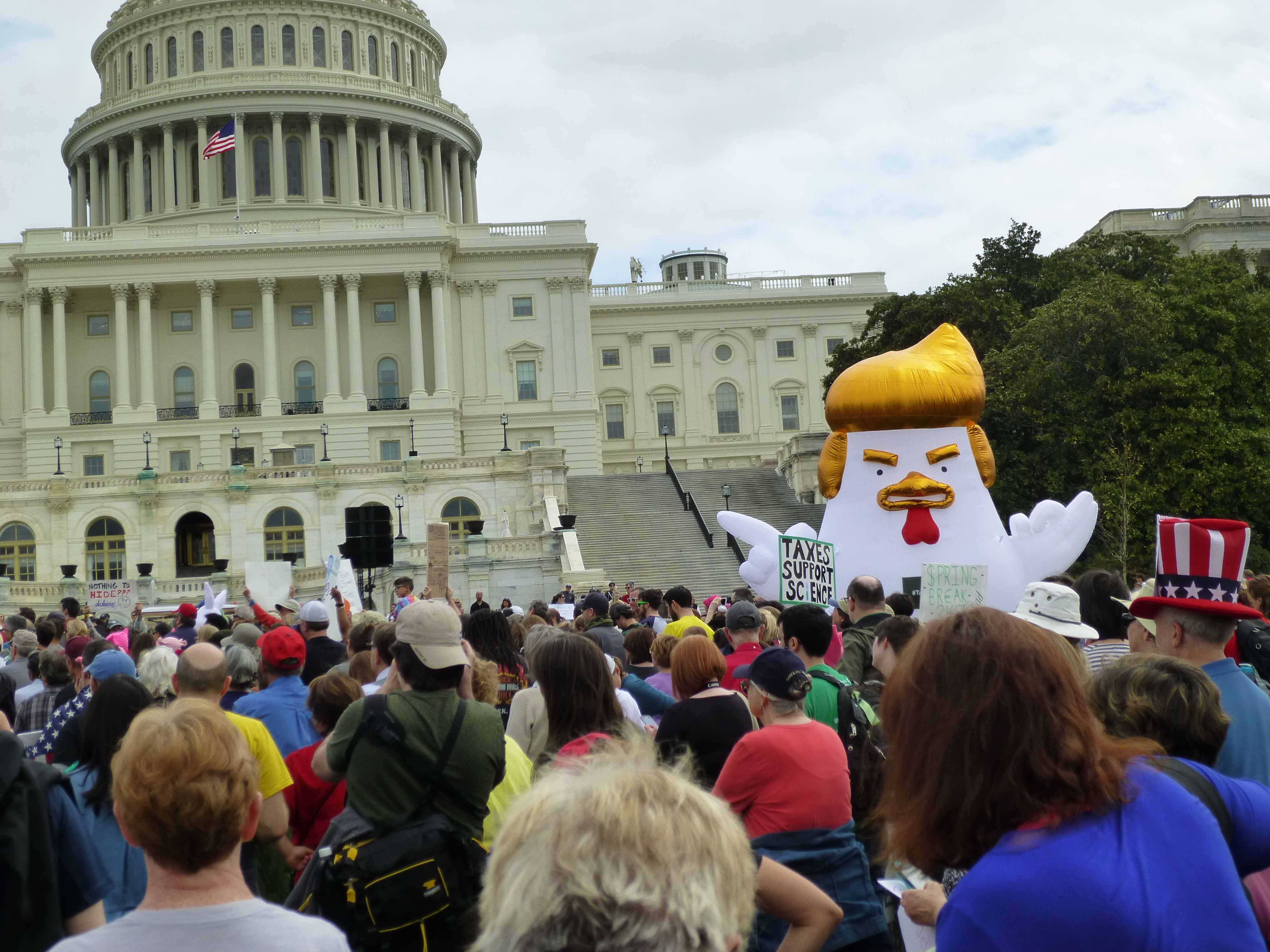
在報稅大遊行中的特朗普雞

特朗普鸡（英語：Trump Chicken）是一个中国的鸡年新春吉祥物。因为形象类似美国第45任总统唐纳德·特朗普而意外走红。在美国，特朗普鸡常被用作反应特朗普的卡通形象。无论其反对者或支持者均有使用。特朗普鸡的设计者是西雅图的插画家凯西·拉蒂奥莱斯（Casey Latiolais）。

## 外貌
特朗普鸡的形象是一只肥胖的，面部类似人类的白色鸡。具有金色的脚、眉毛和喙。头顶并无鸡冠而是金色的头发，头发的左侧微妙的上扬。喙的下面是红色的，领带型的肉冠。更接近人手的两只翅膀均向两侧高高扬起。不同的是，“左手”的拇指和食指扣成了圆形，做出OK的手势；而右手则是伸出食指指向天空的手势。

## 背景
特朗普鸡的出处是2016年临近元旦前，中国山西太原市北美新天地购物中心摆出的高达30英尺的新春吉祥物。商场的业主表示原本的设计想法是希望让吉祥物摆出“第一”（被普遍理解为了指天）和“Ok”的手势来表示商业上的成功和好运。而面部的特点则是要求设计者参考愤怒的小鸟中的形象。当这个吉祥物被展出后，很快有人发现他的形象类似唐纳德·特朗普。在微博上流行开后，很多人甚至专门前往展出地合影。推出这个形象的商场注意到这个风潮后也借机推出这个吉祥物相关的产品，如充气玩具、公仔和其他类型的纪念品。2017年3月，这个公仔的形象流传到了美国。一些反特朗普人士在网络上注意到他之后，觉得这个吉祥物和特朗普有着惊人的相似，于是从中国大量采购相关的公仔和充气玩具，用在了当年4月旧金山的反特朗普示威中。这个形象此时已经以特朗普鸡（英語：Trump Chicken）为名闻名，并迅速在美国流行开来，各种特朗普鸡的纪念品也在亚马逊和eBay上被销售。
特朗普鸡的设计者凯西·拉蒂奥莱斯对其火爆非常吃惊，他表示仅是接下和完成了一个中国地产商的设计订单，未考虑到借此设计讽刺特朗普，一切相似均是“巧合”。他还表示曾向家人咨询过这个设计的效果，得到了家人的认可，其中包括投票支持过特朗普的父母。

## 现实中的使用
- 2017年4月，参与報稅大游行（英语：Tax March）的示威者使用了大量充气特朗普鸡用作抗议。[8]
- 2017年8月9日，一名美国支持共和党的加州纪录片制片人Taran Singh Brar将一个30英尺高的充气特朗普鸡竖立在白宫南面的椭圆形草坪上。Taran Brar表示他在白宫摆放特朗普鸡是为了抗议特朗普“不肯报告自己的税单”、“对朝鲜及普京软弱”。Brar为了摆放这个特朗普鸡向国家公园管理局申请了4个月才获得批准。[9]
- 2018年7月，一些反特朗普的抗议者将一个33英尺高，名为“Prisoner 45”（45号囚犯，特朗普是第45任美国总统）的充气特朗普鸡放在船上驶往旧金山的魔鬼岛。抗议者表示要求特朗普公开税单否则希望他“进入监狱”。[10]

## 相似设计
- 2017年曾有美国人设计过类似的特朗普老鼠（Trump rat）。[11]
- 2018年，山西太原市北美新天地购物中心又摆出了新设计的特朗普狗以作为狗年吉祥物。[12]